# Gaël Bigirimana
Gaël Bigirimana, född 22 oktober 1993, är en burundisk-engelsk fotbollsspelare. Han har tidigare i sin karriär spelat för bland annat Coventry City och Newcastle United. 

## Karriär
Bigirimana gjorde sitt första mål för Newcastle United i Premier League den 3 december 2012 mot Wigan Athletic hemma på St James' Park. 
Den 2 juni 2017 värvades Bigirimana av Motherwell, där han skrev på ett tvåårskontrakt. Den 31 januari 2019 värvades Bigirimana av Hibernian, där han skrev på ett halvårskontrakt.